# Stade Roberto Suazo Cordoba
L'Estadio Roberto Suazo Cordoba est un stade de football à La Paz au Honduras.